# Tournoi de tennis de Marrakech
Le Morocco Tennis Tour Marrakech est un tournoi international de tennis masculin du circuit ATP Challenger qui s'est tenu à Marrakech  sur terre battue entre 2007 et 2012.
Le tournoi de tennis de Marrakech a eu lieu pour la première fois en 1984. Il a été disputé à cinq reprises au printemps et offrait pour sa dernière année 75 000 $ de dotation.
Il a été de nouveau organisé à partir de 2007 en tant que dernier des quatre tournois du Morocco Tennis Tour avec le MTT Meknès, le MTT Casablanca et le MTT Rabat. Doté de 100 000 dollars puis 106 500 euros lors de ses quatre premières éditions, il s'agissait à l'époque du deuxième tournoi le plus important organisé au Maroc après le Grand-Prix Hassan II.
Le tournoi se déroule au sein du Royal Tennis Club de Marrakech, qui comprend un court principal nommé Central Younès El Aynaoui et neuf autres courts périphériques.

## Palmarès

### Simple
| Date       | Dotation       | Vainqueur         | Finaliste           | Score          |
| ---------- | -------------- | ----------------- | ------------------- | -------------- |
| 23/04/1984 | 75 000 $       | Hans Gildemeister | Blaine Willenborg   | 6-7, 6-2, 6-1  |
| 01/04/1985 |                | Ronald Agenor     | Ricki Osterthun     | 2-6, 6-3, 6-4  |
| 24/03/1986 |                | David de Miguel   | Thierry Champion    | 6-2, 6-3       |
| 23/03/1987 |                | Tarik Benhabiles  | Francisco Yunis     | 6-2, 7-5       |
| 14/03/1988 |                | Franco Davín      | Jordi Arrese        | 6-3, 2-6, 6-4  |
| 1989-2006  | Pas de tournoi | Pas de tournoi    | Pas de tournoi      | Pas de tournoi |
| 16/04/2007 | 85 000 €       | Younès El Aynaoui | Peter Luczak        | 6-2, 6-4       |
| 12/05/2008 | 85 000 €       | Gaël Monfils      | Jérémy Chardy       | 7-62, 7-66     |
| 16/03/2009 | 106 500 €      | Marcos Daniel     | Lamine Ouahab       | 4-6, 7-5, 6-2  |
| 15/03/2010 | 106 500 €      | Jarkko Nieminen   | Alexandr Dolgopolov | 6-3, 6-2       |
| 21/03/2011 | 42 500 €       | Rui Machado       | Maxime Teixeira     | 6-3, 67-7, 6-4 |
| 19/03/2012 | 30 000 €       | Martin Kližan     | Adrian Ungur        | 3-6, 6-3, 6-0  |

### Double
| Date       | Vainqueurs                             | Finalistes                             | Score             |
| ---------- | -------------------------------------- | -------------------------------------- | ----------------- |
| 23/04/1984 | Terry Moor Blaine Willenborg           | Jeremy Bates Michiel Schapers          | 6-4, 6-7, 9-7     |
| 01/04/1985 | Sergio Casal Emilio Sánchez            | Ulf Fischer Goran Prpić                | 4-6, 6-3, 6-1     |
| 23/03/1986 | Paolo Canè Claudio Mezzadri            | Jordi Arrese Jorge Bardou              | 0-6, 6-1, 6-4     |
| 23/03/1987 | Tarik Benhabiles Carlos Di Laura       | Jim Pugh Magnus Tideman                | 4-6, 6-3, 6-4     |
| 14/03/1988 | Christer Allgårdh Conny Falk           | Lawson Duncan Hans Schwaier            | 6-3, 6-2          |
| 1989-2006  | Pas de tournoi                         | Pas de tournoi                         | Pas de tournoi    |
| 16/04/2007 | Tomáš Cibulec Jordan Kerr              | Leoš Friedl Michal Mertiňák            | 6-2, 6-4          |
| 12/05/2008 | Frederico Gil Florin Mergea            | James Auckland Jamie Delgado           | 6-2, 6-3          |
| 16/03/2009 | Rubén Ramírez Hidalgo Santiago Ventura | Alberto Martín Daniel Muñoz de la Nava | 6-3, 7-65         |
| 15/03/2010 | Ilija Bozoljac Horia Tecău             | James Cerretani Adil Shamasdin         | 6-1, 6-1          |
| 21/03/2011 | Peter Luczak Alessandro Motti          | James Cerretani Adil Shamasdin         | 7-65, 7-63        |
| 19/03/2012 | Martin Kližan Daniel Muñoz de la Nava  | Íñigo Cervantes Federico Delbonis      | 6-3, 1-6, [12-10] |